# European Darts Grand Prix
De European Darts Grand Prix is een dartstoernooi dat sinds 2014 wordt gehouden, als onderdeel van de PDC European Tour. Tot heden werd het toernooi gehouden in Sindelfingen, Duitsland.

## Winnaars European Darts Grand Prix
| Jaar | Winnaar                                      | Runner-up                                    | Score                                        | Prijzengeld                                  | Winnaar                                      | Runner-up                                    |
| ---- | -------------------------------------------- | -------------------------------------------- | -------------------------------------------- | -------------------------------------------- | -------------------------------------------- | -------------------------------------------- |
| 2014 | Mervyn King                                  | Michael Smith                                | 6–5 (legs)                                   | £100.000                                     | £20.000                                      | £8.000                                       |
| 2015 | Kim Huybrechts                               | Peter Wright                                 | 6–5 (legs)                                   | £115.000                                     | £25.000                                      | £10.000                                      |
| 2016 | Michael van Gerwen                           | Peter Wright                                 | 6–2 (legs)                                   | £115.000                                     | £25.000                                      | £10.000                                      |
| 2017 | Peter Wright                                 | Michael van Gerwen                           | 6–0 (legs)                                   | £135.000                                     | £25.000                                      | £10.000                                      |
| 2018 | Michael van Gerwen                           | James Wade                                   | 8–3 (legs)                                   | £135.000                                     | £25.000                                      | £10.000                                      |
| 2019 | Ian White                                    | Peter Wright                                 | 8–7 (legs)                                   | £140.000                                     | £25.000                                      | £10.000                                      |
| 2020 | José de Sousa                                | Michael van Gerwen                           | 8-4 (legs)                                   | £140.000                                     | £25.000                                      | £10.000                                      |
| 2021 | Werd niet gehouden vanwege de coronapandemie | Werd niet gehouden vanwege de coronapandemie | Werd niet gehouden vanwege de coronapandemie | Werd niet gehouden vanwege de coronapandemie | Werd niet gehouden vanwege de coronapandemie | Werd niet gehouden vanwege de coronapandemie |
| 2022 | Luke Humphries                               | Rob Cross                                    | 8-7 (legs)                                   | £140.000                                     | £25.000                                      | £10.000                                      |
| 2023 | Rob Cross                                    | Luke Humphries                               | 8-6 (legs)                                   | £175.000                                     | £30.000                                      | £12.000                                      |
| 2024 | Gary Anderson                                | Ross Smith                                   | 8-6 (legs)                                   | £175.000                                     | £30.000                                      | £12.000                                      |
| 2025 | Gary Anderson                                | Andrew Gilding                               | 8-0 (legs)                                   | £175.000                                     | £30.000                                      | £12.000                                      |

2004 · 2005 · 2006 · 2007 · 2008 · 2009 · 2010 · 2011 · 2012 · 2013 · 2014 · 2015 · 2016 · 2017 · 2018 · 2019 · 2020 · 2021 · 2022 · 2023 · 2024 · 2025
2014 · 
2015 · 
2016 · 
2017 ·
2018 ·
2019 ·
2020 ·
2021 ·
2022 ·
2023 ·
2024 ·
2025